# ハテム・ベン・アルファ
ハテム・ベン・アルファ（Hatem Ben Arfa, 1987年3月7日 - ）は、フランス・クラマール出身のサッカー選手。元フランス代表。ポジションはMF、FW。
姓名のフランス語での発音により忠実な日本語表記は、アテム・ベナルファである。

## 経歴

### クラブ
パリ郊外のクラマールで生まれ、クレールフォンテーヌ国立研究所に飛び級で入学。各世代の代表を経験し、2007年にA代表にも招集されたフランスの若き天才FW。ASサンテティエンヌ、スタッド・レンヌからもオファーがあったが、オリンピック・リヨンと15歳の時にプロ契約を結んだ。当時リヨンを指揮していたのは元カメルーン代表監督のポール・ル・グエンであり、2004年8月6日のOGCニース戦でデビューを飾った。
2007-08シーズンには、これまでリヨンの主力であったフローラン・マルダの退団にともない開幕当初から左ウィングで起用されるや否や活躍を見せ、チームに不可欠な存在に成長した。しかしながら、怪我人の復帰もあり終盤にはベンチ生活を余儀なくされることが多かった。また、監督のアラン・ペランがシドニー・ゴブを好んで起用したことなどから、2008年6月、レアル・マドリーやマンチェスター・ユナイテッドなど、国外のビッグクラブからのオファーもあったが、フランス国内のオリンピック・マルセイユに移籍した。
2009-10シーズンから監督の座に就いたディディエ・デシャンから正当な評価が得られないと起用法を巡って対立し、移籍を志願。しかしマルセイユ移籍後のパフォーマンスが低調であったこと、性格的な問題がクローズアップされていたことなどから、マルセイユ移籍当時のようにビッグ・クラブからは声が掛からなかった。シーズン後半からは監督との関係も改善し、レギュラーに返り咲いたものの移籍の希望は変わらず、翌2010-11シーズンの開幕後にニューカッスル・ユナイテッドFCへレンタル移籍することが決まった。
移籍先のニューカッスルでは活躍を見せたが、2010年10月3日のマンチェスター・シティFC戦でナイジェル・デ・ヨングの悪質なタックルを受けて骨折し、全治6か月の離脱を余儀なくされた。それでも、2011年1月5日、首脳陣から将来性を買われて、ニューカッスルに完全移籍した。2015年6月までの長期契約を結んだ。2011年9月のリーグ戦で約1年ぶりにピッチに復帰した。
2014年9月1日、ハル・シティAFCにレンタル移籍した。しかし、スティーブ・ブルースの信頼を得られず、2015年1月にレンタル元のニューカッスルとも契約を解除し、母国のOGCニースと契約したが、ハル・シティ移籍前の、ニューカッスルU-21での試合出場歴をFIFAが公式戦であると判断し、「1シーズンで1人の選手がプレーできるチームは2つまで」というルールに違反することとなり、2014-15シーズン中の加入は認められなかった。2015年6月10日に改めてニースと正式契約を結んだ。ニースでは34試合で17得点を記録するなど活躍を見せた。
2016年7月1日、パリ・サンジェルマンFCへの移籍が発表された。背番号は21番。自身の獲得を決めたローラン・ブラン監督がシーズン開幕を前に解任されてしまい、代わりに就任したウナイ・エメリ監督からはオーバーウェイトなどコンディション面と個人プレーに走りがちなプレースタイルについて苦言を呈されるなどしたほか、エースのエディンソン・カバーニの存在もあり、出場機会は少なかった。
2017-18シーズンは、クラブがネイマールやキリアン・エムバペらを獲得したことで構想外となり、2018年3月に自身のSNSで契約満了で退団することを明かした。同年9月2日にスタッド・レンヌに移籍。
2020年1月28日、レアル・バリャドリードと2019-20シーズン終了までの契約を結んだ。同年10月7日、FCジロンダン・ボルドーに移籍。
2022年1月19日、LOSCリールと2021-22シーズン終了までの契約を結んだ。

### 代表
サミル・ナスリ、ジェレミー・メネス、カリム・ベンゼマ達と出場したU-17フランス代表では主力として欧州選手権に優勝した。両親がチュニジア出身（父のカメル・ベン・アルファは元代表選手）であるため、2006 FIFAワールドカップのチュニジア代表にも招集されたが、時期尚早ということで断っている。フランス代表には2007年10月13日に行われたフェロー諸島戦でデビューし、初ゴールも挙げた。
2010年8月に行われたノルウェー代表との国際Aマッチでは新たに就任したローラン・ブラン監督に招集され久々の代表復帰となった。当時のフランス代表は2010 FIFAワールドカップ開催時の練習ボイコット問題から選手の大半が入れ替わっており、試合はフランスが浮き足立った試合運びでノルウェーに先制点を許したが、ベナルファは右ウィングとして途中出場するとペナルティエリア外から左足でミドルシュートを放ちゴールを奪った。
ニューカッスルで調子を落としていたこともあり、UEFA EURO 2012以降は代表から遠ざかっていたが、国内復帰後は好調を維持し、2015年11月の親善試合で3年ぶりに代表復帰した。

## 個人成績

### クラブ
2020年7月7日現在
| クラブ                              | シーズン | リーグ | リーグ | リーグ | カップ | カップ | リーグカップ | リーグカップ | 国際大会 | 国際大会 | その他 | その他 | 合計 | 合計 |
| クラブ                              | シーズン | 出場   | 得点   | 出場   | 得点   | 出場   | 得点         | 出場         | 得点     | 出場     | 得点   | 出場   | 得点 |      |
| ----------------------------------- | -------- | ------ | ------ | ------ | ------ | ------ | ------------ | ------------ | -------- | -------- | ------ | ------ | ---- | ---- |
| リヨン                              | 2004-05  | 9      | 0      | 0      | 0      | 1      | 1            | 4            | 0        | 0        | 0      | 14     | 1    |      |
| リヨン                              | 2005-06  | 12     | 0      | 2      | 1      | 0      | 0            | 1            | 0        | 1        | 1      | 16     | 2    |      |
| リヨン                              | 2006-07  | 13     | 1      | 3      | 0      | 1      | 0            | 1            | 0        | 1        | 0      | 19     | 1    |      |
| リヨン                              | 2007-08  | 30     | 6      | 3      | 0      | 1      | 0            | 8            | 2        | 1        | 0      | 43     | 8    |      |
| リヨン                              | 合計     | 64     | 7      | 8      | 1      | 3      | 0            | 14           | 2        | 3        | 1      | 92     | 12   |      |
| マルセイユ                          | 2008-09  | 33     | 6      | 1      | 0      | 1      | 0            | 13           | 2        | —        | —      | 48     | 8    |      |
| マルセイユ                          | 2009-10  | 29     | 3      | 1      | 1      | 4      | 0            | 7            | 3        | —        | —      | 41     | 7    |      |
| マルセイユ                          | 2010-11  | 1      | 0      | 0      | 0      | 0      | 0            | 0            | 0        | 1        | 0      | 2      | 0    |      |
| マルセイユ                          | 合計     | 63     | 9      | 2      | 1      | 5      | 0            | 20           | 5        | 1        | 0      | 91     | 15   |      |
| ニューカッスル・ユナイテッド (loan) | 2010-11  | 4      | 1      | 0      | 0      | 0      | 0            | —            | —        | —        | —      | 4      | 1    |      |
| ニューカッスル・ユナイテッド        | 2011-12  | 26     | 5      | 2      | 1      | 2      | 0            | —            | —        | —        | —      | 30     | 6    |      |
| ニューカッスル・ユナイテッド        | 2012-13  | 19     | 4      | 0      | 0      | 0      | 0            | 3            | 0        | —        | —      | 22     | 4    |      |
| ニューカッスル・ユナイテッド        | 2013-14  | 27     | 3      | 1      | 0      | 2      | 0            | —            | —        | —        | —      | 30     | 3    |      |
| ニューカッスル・ユナイテッド        | 合計     | 76     | 13     | 3      | 1      | 4      | 0            | 3            | 0        | —        | —      | 86     | 14   |      |
| ハル・シティ (loan)                 | 2014-15  | 8      | 0      | 0      | 0      | 1      | 0            | —            | —        | —        | —      | 9      | 0    |      |
| ニース                              | 2015-16  | 34     | 17     | 1      | 1      | 2      | 0            | —            | —        | —        | —      | 37     | 18   |      |
| パリ・サンジェルマン                | 2016-17  | 23     | 0      | 3      | 3      | 2      | 0            | 3            | 0        | 1        | 1      | 32     | 4    |      |
| パリ・サンジェルマン                | 2017-18  | 0      | 0      | 0      | 0      | 0      | 0            | 0            | 0        | 0        | 0      | 0      | 0    |      |
| パリ・サンジェルマン                | 合計     | 23     | 0      | 3      | 3      | 2      | 0            | 3            | 0        | 1        | 1      | 32     | 4    |      |
| レンヌ                              | 2018-19  | 26     | 7      | 4      | 0      | 2      | 0            | 9            | 2        | 0        | 0      | 41     | 9    |      |
| バリャドリード                      | 2019-20  | 5      | 0      | 0      | 0      | —      | —            | —            | —        | —        | —      | 5      | 0    |      |
| 通算                                | 通算     | 299    | 53     | 21     | 7      | 19     | 0            | 49           | 9        | 5        | 2      | 393    | 72   |      |

### 代表
2019年6月12日時点
- 国際Aマッチ 15試合 2得点（2007年 - 2015年）

| フランス代表 | 国際Aマッチ | 国際Aマッチ |
| 年           | 出場        | 得点        |
| ------------ | ----------- | ----------- |
| 2007         | 4           | 1           |
| 2008         | 3           | 0           |
| 2009         | 0           | 0           |
| 2010         | 1           | 1           |
| 2011         | -           | -           |
| 2012         | 5           | 0           |
| 2013         | -           | -           |
| 2014         | -           | -           |
| 2015         | 2           | 0           |
| 通算         | 15          | 2           |

## タイトル
リヨン
- リーグ・アン 2004-05, 2005-06, 2006-07, 2007-08
- クープ・ドゥ・フランス 2007-08
- トロフェ・デ・シャンピオン 2007, 2008

マルセイユ
- リーグ・アン 2009-10
- クープ・ドゥ・ラ・リーグ 2009-10
- トロフェ・デ・シャンピオン 2010

パリ・サンジェルマン
- トロフェ・デ・シャンピオン 2016, 2017
- クープ・ドゥ・ラ・リーグ 2016-17, 2017-18
- クープ・ドゥ・フランス 2016-17, 2017-18
- リーグ・アン 2017-18